# Хоумлендер
Хоумле́ндер (англ. Homelander, от Homeland — «Родина», «Отчизна», в любительских переводах: Патрио́т, Тверды́ня), настоящее имя — Джон Ги́ллман (англ. John Gillman) — персонаж серии комиксов «Пацаны», созданный Гартом Эннисом и Дариком Робертсоном. Лидер финансируемой компанией Vought группы гедонистических и безрассудных супергероев, получившей название «Семёрка», заклятый враг агента ЦРУ Билли Бутчера. Хоумлендер изображён как нарциссический психопат-садист, который мало заботится о благополучии тех, кого якобы защищает.
В телевизионной адаптации Amazon Prime Video Джона (Хоумлендера) играют Энтони Старр и Роуэн Смит. В этой версии Хоумлендер изображён как расист и националист. В телеадаптации Хоумлендер является сыном супергероя Солдатика, и именно Хоумлендер изнасиловал Бекки и стал отцом Райана Бутчера. Он также вступает в романтические и сексуальные отношения с Мэделин Стилвелл и Штормфронт. В анимационном сериале «Пацаны: Осатанелые» Хоумлендера озвучивает Старр.

## Появления

### В комиксах
Хоумлендер — патриотический супергерой, возглавляет команду супергероев «Семёрка», самый могущественный сверхчеловек, созданный Vought-American. Компания распространяет легенду-прикрытие, что Хоумлендер — инопланетянин, попавший в США в младенчестве, как Супермен. На самом деле он был выращен в секретной лаборатории из генетического материала Грозы, которому ввели Сыворотку V, когда тот ещё был членом Гитлерюгенда. Хоумлендер провёл большую часть своей юности с водородной бомбой, прикованной к нему на случай, если он попытается сбежать. Его мать была умственно отсталой, умерла при родах.
Хоумлендер остаётся под финансовым контролем Vought-American, чьи деньги финансируют гедонистический образ жизни «Семёрки». Однажды Хоумлендер пытается побудить других супергероев делать то, что они хотят, но отступает от своих слов из-за страха перед боссом Джеймсом Стиллвеллом.
До кульминации событий серии подразумевается, что это Хоумлендер изнасиловал жену Билли Бутчера, Бекки, умершую во время родов ребенка-сверхчеловека, которого затем убил Билли. В выпуске № 40 «Пацаны» получают несколько фотографий, на которых видно, что Хоумлендер якобы участвует в ужасных актах убийства, каннибализма и некрофилии в отношении мужчин, женщин и детей. Впоследствии выясняется, что Хоумлендер не помнит ни этих событий, ни изнасилования жены Бутчера, что у Хоумлендера возможно диссоциативное расстройство личности и он сам послал фотографии Билли. Когда Хоумлендер остаётся один, он проявляет признаки психического расстройства, разговаривает со своим отражением в зеркале и испытывает приступы тошноты. В конце концов он приходит к выводу, что всё равно проклят за действия, изображённые на фотографиях, и решает поддаться своим навязчивым мыслям.
После Херогазма Хоумлендер решает освободить себя и сообщество супергероев от контроля Vought-American. Под его предводительством супергерои совершают государственный переворот в Соединённых Штатах, атакуют Белый дом и убивают всех внутри, включая вице-президента. Во время последовавшей за этим конфронтации между Хоумлендером и Бутчером, в Овальный кабинет прибывает Чёрный Нуар, оказывается что он — клон Хоумлендера, созданный исключительно для того, чтобы убить и заменить его, если тот когда-нибудь начнёт «играть не по правилам». Нуар сошёл с ума из-за того, что ему не разрешали убить Хоумлендера, это он совершил зверства, задокументированные на фотографиях, это он изнасиловал Бекки, чтобы стравить Бутчера и Хоумлендера и наконец получить разрешение выполнить свою задачу. Придя в ярость Бутчер и Хоумлендер отложили свои разногласия и атаковали Чёрного Нуара, но тот просто разорвал Хоумлендера на части. Перед смертью Хоумлендеру удалось серьёзно ранить своего бывшего товарища по команде, после чего Бутчер добил Нуара монтировкой.

### В телесериале

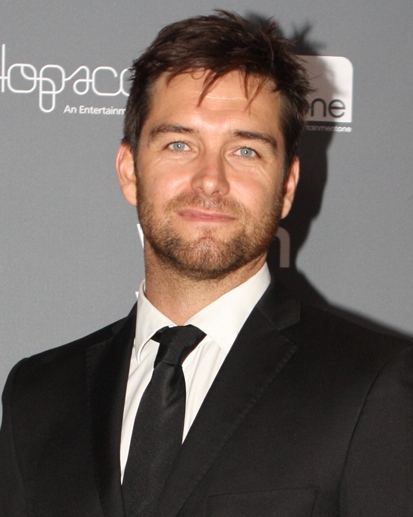
Энтони Старр, сыгравший Хоумлендера в сериале

#### Пацаны
В телеадаптации Хоумлендера играет Энтони Старр. Некоторые критики проводят параллели между телевизионной интерпретацией персонажа и Суперменом. Джон Гиллман был выращен из ДНК супергероя Солдатика и воспитан в лабораторных условиях под надзором Джоны Фогельбаума, вследствие чего у подопытного наблюдаются социопатические тенденции, он открыто презирает тех, кто слабее него.
Хоумлендер властолюбив, мстителен, бесчувственен, безответственно пользуется своими силами и не может признать ни свои недостатки, ни ошибки в принятии решений. В телеадаптации Хоумлендер получил некоторые черты Чёрного Нуара из комиксов: это он изнасиловал жену Бутчера Бекку, но она выжила и забеременела, хотя Хоумлендер и не знал об этом до конца первого сезона. Узнав о том, что от него скрывали существование его ребёнка, Хоумлендер решает покалечить воспитавшего его учёного Джону Фогельбаума и убить Мэделин Стилвелл. Однако его эмоциональная незрелость и социопатические проявления поначалу отталкивают от него сына, а без сдерживающего влияния Стилвелл Хоумлендер всё больше идёт вразнос. Несмотря на первоначальные трудности он вступает в сексуальные отношения с Штормфронт, и вместе они решают забрать сына Хоумлендера у Бекки и настроить общественность против «суперзлодеев», чтобы люди потребовали создания новых супергероев.
Сын Хоумлендера Райан серьёзно ранит Штормфронт, а Королева Мэйв шантажирует Хоумлендера, чтобы тот отпустил мальчика и оставил её в покое. В серии последующих интервью он вынужден сожалеть о своих отношениях с Штормфронт и извиняться за содеянное. В частности чтобы охладить пыл Хоумлендера, глава Vought Стэн Эдгар и совет директоров назначают Старлайт на должность сокапитана «Семёрки». Однако в ответ на это Хоумлендер подкупает тайную приёмную дочь Эдгара Вик Ньюман, чтобы та побудила начать против него расследование и уволить его из Vought, Хоумлендер таким образом берёт контроль над компанией на себя. Он настраивает Старлайт против себя, восстанавливая Подводного как члена «Семёрки» и ложно объявляя, что они с ней состоят в отношениях, во время финала «Американского героя»; после того, как Старлайт в прямом эфире рассказывает правду о Хоумлендере и Vought и отказывается от своего супергеройского имени, Хоумлендер заявляет, что бросает её, и что она присваивает себе средства, пожертвованные в благотворительную организацию «Starlight House». Узнав, что Королева Мэйв не только выступала информатором для «Пацанов», но также спала с их лидером Билли Бутчером, Хоумлендер берёт её в плен и удерживает в башне Vought, намереваясь кастрировать её. Затем Хоумлендеру звонит Солдатик, от которого тот узнаёт об их связи. Когда Чёрный Нуар подтверждает эти слова, Хоумлендер жестоко убивает его. Когда Хоумлендер пытается объединиться с Солдатиком, представив того Райану и сказав, что втроём они могли бы быть семьёй, Солдатик называет его слабым, сломленным и ищущим внимания разочарованием и пытается убить его или лишить его сил (что являлось частью его сделки с Бутчером); Хоумлендер встаёт против Солдатика, когда последний бьёт Райана, но ему приходится сражаться с Королевой Мэйв. Он публично представляет Райана как своего сына, убивая в процессе протестующего сторонника Старлайт, что вызывает восхищение у сторонников Хоумлендера и Штормфронт.

#### «Семёрка» на «Семёрке»
В веб-сериале «„Семёрка“ на „Семёрке“ с Кэмероном Коулменом», действия которого происходят между вторым и третьим сезонами, Хоумлендер продолжает сталкиваться с последствиями того, что Штормфронт оказалась нацисткой, а также снимается в промо-материалах для вымышленного стримингового сервиса Vought+ и празднует Рождество.

#### Death Battle
В эпизоде веб-сериала «Death Battle», спонсированном Amazon Prime Video и приуроченном к выходу второго сезона «Пацанов», Хоумлендер участвует в импровизированной «королевской битве», в которой он побеждает, убивая Билли Бутчера, а позже бросает лазерного ребёнка, чтобы сразиться с Штормфронт.
В эпизоде 2022 года Хоумлендера заставляют сражаться с Омни-мэном из мультсериала «Неуязвимый». Он старается выманить своего противника из Америки во время Рождества, убивая его жену Дебби. В ответ на это Омни-мэн отрывает Хоумлендеру челюсть и заставляет его съесть собственное сердце, а позже убивает его, раздавив ему голову.

#### Осатанелые
В мультсериале «Пацаны: Осатанелые» Хоумлендер впервые появляется в конце серии «Анимационная короткометражка о том, как обозлённые суперы убивают родителей», по приказу Vought убивая главных персонажей (сбежавших подростков-суперов со сверхъестественными способностями), которые в свою очередь убили своих родителей после событий эпизода «Пацанов» «За холмом тысячи людей с мечами».
Затем Хоумлендер появляется в эпизоде «Я твой наркодилер», действия которого происходят в той же вселенной, что и действия серии комиксов «Пацаны», чествуя супергероя Великое Чудо во время своей промо-кампании, и становится свидетелем того, как тот вследствие передозировки наркотиков (причиной которой стал Билли Бутчер) врезается в супергероя Айронкаста во время выполнения трюка, тем самым убивая их обоих. Чтобы отвлечь внимание людей от этого события, Хоумлендер, Королева Мэйв и Джек с Юпитера обвиняют в этом «спутник Холодной войны», управляемый Галаксисом с целью убить их, заявляя, что он «спрятан в солнечном свете», чему толпа охотно верит.
В финале сезона в эпизоде-приквеле «Один плюс один равно два» юный Хоумлендер дебютирует в качестве члена «Семёрки». Флешбэки о его детстве показывают, как учёные Vought ставили на нём жестокие опыты, тестируя его способности. Его начальница Мэделин Стилвелл предупреждает его о Чёрном Нуаре, «Хоумлендере до Хоумлендера», и заявляет, что тот будет выжидать шанс избавиться от него. В качестве своей первой супергеройской миссии Хоумлендер отправляется вместе с Нуаром спасать заложников на химическом предприятии, надеясь добиться решения мирным путём; однако, когда он случайно убивает заложника и ранит лидера террористов, повредив его оружие, он убивает всех террористов и всех заложников, кроме одного, когда последние обвиняют Хоумлендера в его безрассудстве. По прибытии Чёрного Нуара Хоумлендер пытается объяснить тому свои действия, но позже пытается убить Нуара, чтобы всё скрыть. Тем не менее, заставив Хоумлендера уничтожить предприятие, Нуар завоёвывает его доверие, убивая последнего свидетеля, и пишет специальную речь для прессы, в которой сказано, что у террористов была с собой бомба. Позднее, в штаб-квартире Vought Хоумлендер сообщает Стилвелл, что она ошибалась насчёт Нуара. Старр повторяет свою роль Хоумлендера из игровой адаптации. Является гостевым персонажем в игре Mortal Kombat 1

## Силы и способности
У Хоумлендера есть тепловое зрение, суперсила, огромная выносливость, он умеет летать и обладает мощными голосовыми связками. Благодаря Сыворотке V он стареет медленнее обычных людей. Хотя упоминается, что его имя — Джон, нет никаких указаний на то, что он когда-либо использовал псевдоним или скрывал свою личность.
Сверхспособности и чувство особого предназначения довели Хоумлендера до мании величия. Обуреваемый идеей, что он может делать то, что захочет, просто потому, что он — это он, Хоумлендер совершил множество преступлений против невинных людей, не останавливаясь даже перед изнасилованием и массовым убийством.

## Создание
Персонаж создавался как злая версия Капитана Америки и Супермена. Предыстория Хоумлендера в комиксах аналогична истории из телеадаптации. В телеадаптации персонаж сделан менее ярким.
Гарт Эннис описывает Хоумлендера как «почти полностью отрицательного персонажа. На самом деле он — это всего лишь несколько неприятных побуждений, сдерживаемых его собственным интеллектом, которого достаточно, чтобы понимать, что он может получить всё, что захочет, если только не будет слишком наглеть». Также Гарт отметил: «Можно считать, что Хоумлендер обладает таким же самоконтролем, как, скажем, четырнадцатилетний ребёнок».
Постановщик и продюсер «Пацанов» Эрик Крипке заявил, что хотя Хоумлендер «теоретически» может быть убит, но в телеадаптации его не будет убивать Чёрный Нуар, как это было в комиксах: в сериале Чёрный Нуар — афроамериканец, а все его психопатические черты достались Хоумлендеру.

## Реакция
Критики высоко оценили персонажа и актёрскую игру Старра. Журналист TV Insider заметил, что с первого взгляда он кажется образцово показательным героем, пока зритель не окажется шокирован его жестокостью, бессердечностью и готовностью уничтожать невинных людей и даже детей. Хоумлендер с одной стороны выглядит крайне любезным и порядочным человеком, но за этой личиной прячется эгоцентричная, психопатическая личность со смертоносными силами. Редакция заметила, что Хоумлендер выглядит как гибрид супермена и Капитана Америки, но с отсутствием какого либо сострадания. В итоге он получился одним из самых лучших злодеев в истории телевидения.
Ряд редакций описывали персонажа как олицетворение того, как остальной мир воспринимает США. Хоумлендера сравнивают с Капитаном Америкой и Суперменом.